# Рабоче-крестьянская демократическая партия Китая
Рабо́че-крестья́нская демократи́ческая па́ртия Кита́я (РКДПК) — одна из восьми юридически признанных политических партий в Китайской Народной Республике под руководством Коммунистической партии Китая. Партия является членом Народного политического консультативного совета Китая. В настоящее время её председателем является Хэ Вэй.

## История

### В настоящее время
В настоящее время Рабоче-крестьянская демократическая партия Китая насчитывает 144 000 членов, большинство из которых работают в области здравоохранения, медицины и смежных областях науки и техники.

## Председатели
1. Дэн Яньда (邓演达) (1930—1931)
2. Хуан Цицян (黄琪翔) (1931—1938)
3. Чжан Боцзюнь (章伯钧) (1938—1958)
4. Цзи Фан (季方) (1958—1987)
5. Чжоу Гучэн (周谷城) (1987—1988)
6. Лу Цзяси (卢嘉锡) (1988—1997)
7. Цзян Чжэнхуа (蒋正华) (1997—2007)
8. Сань Говэй (桑国卫) (2007—2012)
9. Чэнь Чжу (陈竺) (2012—2022)[3]
10. Хэ Вэй (何维) (2022 — настоящее время)[4]